# Варуха, Пётр Феофилович
Пётр Феофилович Варуха — советский хозяйственный и политический деятель.

## Биография
Родился в 1904 году в станице Ирклиевской. Член КПСС.
Окончил Кубанский сельскохозяйственный институт.
С 1925 года — младший научный сотрудник, аспирант кафедры овощеводства и виноградарства КубСХИ, красноармеец РККА, инструктор, заместитель заведующего, заведующий отделом совхозов Краснодарского крайкома ВКП(б).
В 1947—1957 гг. — преподаватель, доцент, заведующий кафедры экономики и организации социалистического сельского хозяйства, проректор по научной работе Кубанского сельхозяйственного института
В 1957—1970 гг. — ректор Кубанского сельскохозяйственного института.
В 1970—1975 гг. — профессор факультета тропического земледелия. КубСХИ.
Умер в 1975 году в Краснодаре.

## Награды
- Орден Ленина (дважды)
- Орден Красной Звезды
- Медаль «За трудовую доблесть»